# Tam Lok Tin
Tam Lok Tin (chinesisch 譚樂天, * 29. September 1976) ist ein Badmintonspieler aus Hongkong.

## Karriere
Tam Lok Tin nahm 1995 und 1997 im Herreneinzel an den Badminton-Weltmeisterschaften teil. Bei beiden Teilnahmen verlor er dabei sein Auftaktmatch in der Hauptrunde. Als beste Platzierung erreichte er somit Rang 33 im Jahr 1997. Ein Jahr später stand er im Nationalteam seines Landes beim Thomas Cup 1998. Im Jahr 2000 siegte er bei den Vietnam International. 2002 nahm er an den Asienspielen teil und wurde dort jeweils Neunter im Doppel und im Einzel. 2004 vertrat er sein Land in der Nationalmannschaft beim Thomas Cup. Beim Smiling Fish 2004, bei den Australia Open 2005 und bei den Singapur International 2005 wurde er Dritter im Herrendoppel.